# Dorothea (Heilige)

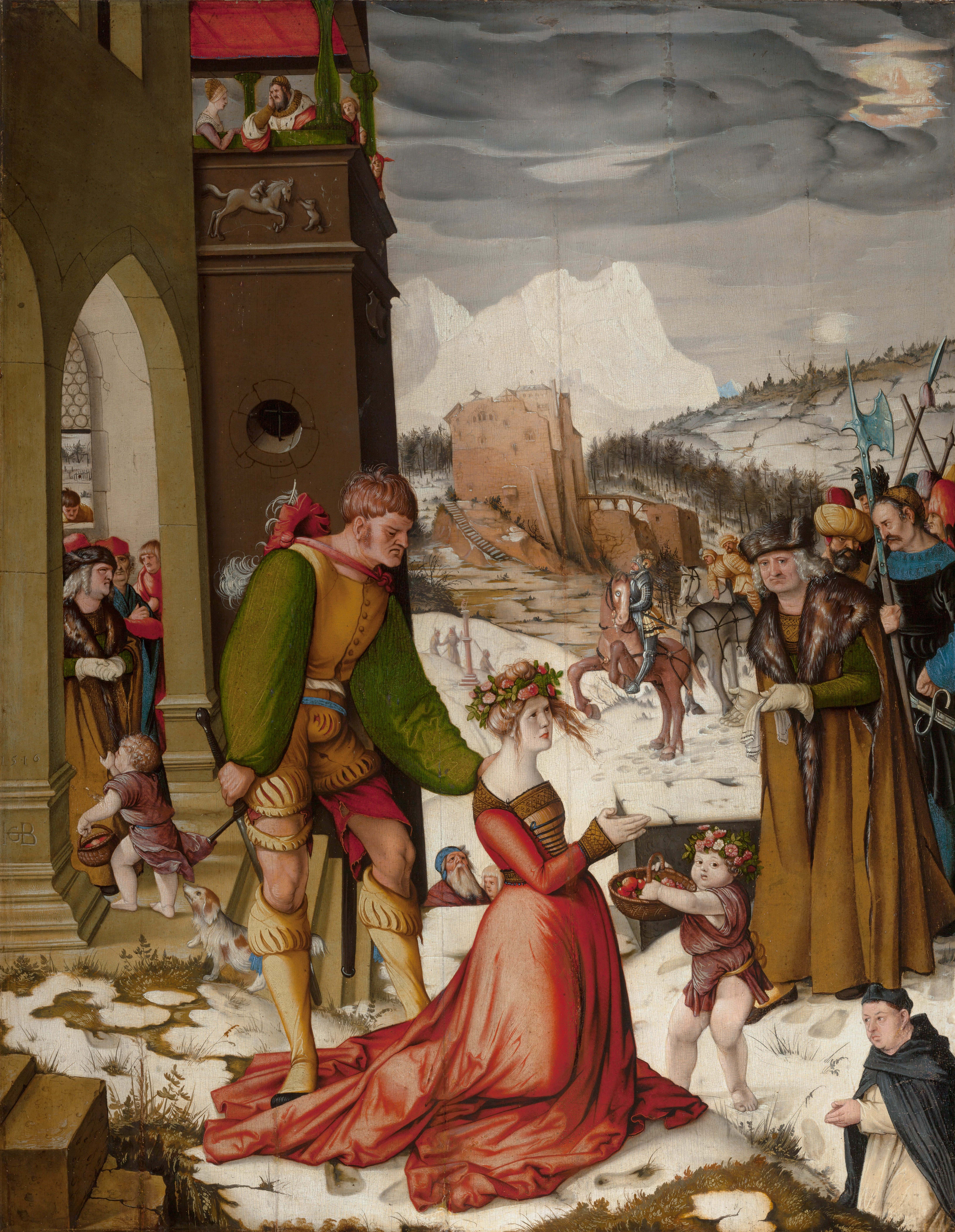
Hans Baldung Grien: Die Enthauptung der heiligen Dorothea, 1516

Dorothea (* um 279–290 in Caesarea in Cappadocia; † um 305 in ebenda) war eine christliche Jungfrau und Märtyrin. In der römisch-katholischen sowie in der orthodoxen Kirche wird sie als Heilige verehrt.

## Leben

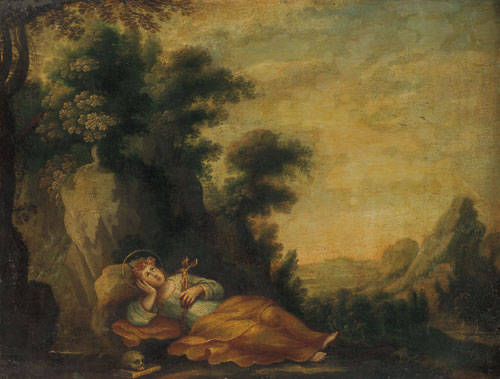
Die hl. Dorothea bei der Meditation (niederländisch, um 1600)

Der Überlieferung zufolge wurde Dorothea in Caesarea in Cappadocia im kleinasiatischen Kappadokien der 280er Jahre als Tochter christlicher Eltern geboren. Der heidnische Statthalter Apricius hielt um sie an; sie wies ihn aber zurück, da sie die Jungfräulichkeit um des Himmelreiches willen gelobt hatte. Der Statthalter ließ sie daraufhin foltern und verurteilte sie zum Tode durch Enthauptung. Die Vita Dorotheas ist mit zahlreichen legendarischen Überlieferungen ausgeschmückt. So soll, da Dorothea immer wieder den Namen Jesu Christi ausgesprochen habe, der am Wegesrand stehende heidnische Jurist Theophilus gespottet haben, dass auch er an Jesus glauben wolle, wenn Dorothea ihm Blumen und Früchte aus dem Garten ihres Bräutigams brächte. Da erschien ein Engel in Gestalt eines Knaben mit einem Körbchen voller Rosen und Früchte (meist ist die Rede von Äpfeln). Theophilus wurde bekehrt und bekannte sich öffentlich zu Christus. Das erzürnte den Statthalter (evtl. unter Kaiser Diokletian) so sehr, dass er Theophilus zusammen mit Dorothea enthaupten ließ. Der Blumenkorb gehört daher zu den Attributen der hl. Dorothea in der christlichen Ikonographie.

## Verehrung

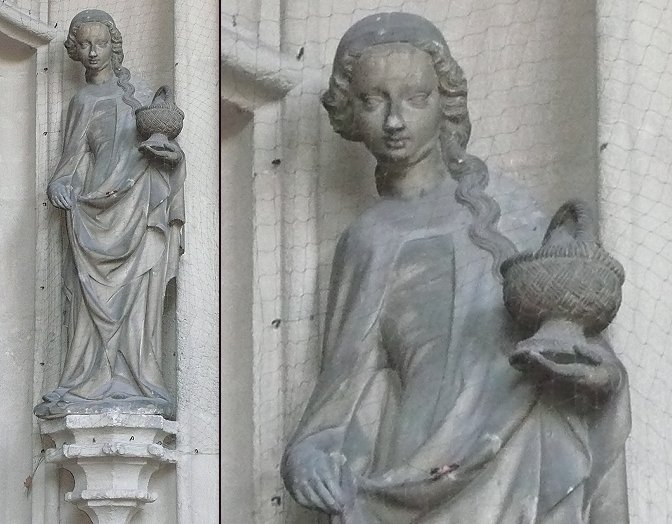
Hl. Dorothea (um 1410) im Nordportal der Stadtpfarrkirche Steyr

Dorothea wird meist mit einem Korb mit Rosen, Früchten und im Gewand einer geweihten Jungfrau abgebildet, oft ist ihre Stirn mit einem Blumenkranz geschmückt, einem Attribut der gottgeweihten Jungfrauen. Eines der kunstgeschichtlich wichtigsten Werke ist das Gemälde Die Enthauptung der heiligen Dorothea von Hans Baldung Grien aus dem Jahre 1516, das sich in der Nationalgalerie Prag befindet. Zusammen mit den drei heiligen Nothelferinnen Margareta von Antiochia, Katharina von Alexandria und Barbara von Nikomedien gehört die hl. Dorothea zur Gruppe der sogenannten Virgines capitales, der großen heiligen Jungfrauen. Ihr Gedenktag in der Liturgie der katholischen und der orthodoxen Kirche ist der 6. Februar. Bis 1969 fand sich der Gedenktag auch im Allgemeinen Römischen Kalender berücksichtigt, wurde dort aber gestrichen.
Die hl. Dorothea ist Schutzpatronin der Gärtner, Blumenhändler, Bierbrauer, Bergleute, Bräute, Wöchnerinnen und der Neuvermählten.

## Kirchen
- Dorotheenkirche, Dorotheerkirche